# Wojnopol
Wojnopol (biał. Ваянполле, Wajanpolle; ros. Военполье, Wojenpolje) – wieś na Białorusi, w obwodzie grodzieńskim, w rejonie lidzkim, w sielsowiecie Możejków.
Wojnopol jest eksklawą sielsowietu Możejków w sielsowiecie Chodorowce.

## Historia
Dawniej folwark. W XIX i w początkach XX w. położony był w Rosji, w guberni wileńskiej, w powiecie lidzkim. Był własnością książąt Ogińskich.
W dwudziestoleciu międzywojennym leżał w Polsce, w województwie nowogródzkim, w powiecie szczuczyńskim (od 29 maja 1929, wcześniej w powiecie lidzkim), w gminie Lebioda. W 1921 miejscowość liczyła 8 mieszkańców, zamieszkałych w 2 budynkach, wyłącznie Polaków wyznania rzymskokatolickiego.
Po II wojnie światowej w granicach Związku Sowieckiego. Od 1991 w niepodległej Białorusi.